# Double Decker! Doug & Kirill
Double Decker! Doug & Kirill (DOUBLE DECKER! ダグ＆キリル, DOUBLE DECKER! Dagu & Kiriru) est une série d'animation japonaise de 13 épisodes produite par Sunrise. La série a été diffusée du 30 septembre au 23 décembre 2018. Il s'agit d'un spin-off de la série Tiger & Bunny. 

## Synopsis
Dans la cité-état Lisvaletta, les crimes et les drogues illégales continuent de sévir. En particulier, la consommation d'une drogue dangereuse et létale nommée "Anthem" représente une menace qui pèse sur la vie quotidienne des habitants. L'unité d'investigation criminelle "Seven-O" spécialisée dans les enquêtes concernant Anthem, est constituée de binômes d’inspecteurs, et tous ses membres se voit attribuer un surnom.
Une de ces équipes est constituée d'un inspecteur expérimenté nommé Doug Billingham et d'une jeune recrue, Kirill Vrubel. Cet étonnant duo constitué d'un vétéran froid et distant, et d'une recrue trop enthousiaste devra apprendre à travailler ensemble pour résoudre les crimes liés à l'Anthem...

## Personnages

### Seven-O
Un département spécial de la division narcotiques qui est chargé des affaires liées au trafic d'Anthem. Il sert directement sous les ordres de l'armée.
Douglas "Doug" Billingham (ダグラス･ビリンガム, Dagurasu Biringamu) / "Veteran"
Voix japonaise : Satoshi Mikami
Le membre le plus expérimenté de Seven-O. C'est un professionnel de terrain talentueux, qui possède une attitude décontractée et pince-sans-rire. Il insiste pour utiliser un pistolet de calibre .38 qu'il considère comme une vraie arme de détective. Il possède une voiture de sport modifiée ressemblant à la DeLorean DMC-12, chargée de gadgets et possédant un mode grande vitesse. Sa couleur signature est le rouge.
Kirill Vrubel (キリル・ヴルーベリ, Kiriru Vurūberi) / "Perm" / "Okappa" / "Buzz-Cut"
Voix japonaise : Kōhei Amasaki
Le nouveau partenaire de Doug est une nouvelle recrue de 20 ans rêvant de devenir un héros. Kirill est impulsif, sûr de lui et un peu idiot, ce qui contraste avec la personnalité décontractée de son partenaire dont la philosophie est  "pense pas, sens-toi bien". Malgré son apparente imbécillité, Kirill connaît très bien le domaine de la génétique après avoir écrit un article scientifique détaillé pour obtenir une bourse d'études. Son apparence androgyne, lui vaut d'être souvent confondu avec une femme. Sa couleur signature est le violet.
Deana del Rio (ディーナ・デル・リオ, Dīna Deru Rio) / "Pink"
Voix japonaise : Saori Hayami
Le sniper de Seven-O est une femme possédant une personnalité assez rude et direct. Elle est très indépendante et n'hésite pas à enfreindre le protocole pour résoudre une affaire. Ce comportement l'amène à se disputer régulièrement avec Katherine, sa partenaire, qui insiste pour suivre les règles à la lettre. Sa couleur signature est le rose.
Katherine "Kay" Roshfall (キャサリン・ロシュフォール, Kyasarin Roshufōru) / "Rookie"
Voix japonaise : Chika Anzai
Une femme relativement normale par rapport au reste de l'équipe, dont le trait le plus excentrique est d'être une passionnée de cuisine. C'est la recrue la plus récente de Seven-O (recrutée un jour après Kirill). Elle fait équipe avec Deana avec laquelle elle se dispute régulièrement à cause de leur personnalité opposée. Kay trouve la manie de Deana d’enfreindre les règles et le protocole exaspérant. Sa couleur signature est le vert.
Maxine "Max" Silverstone (マキシーン・シルヴァーストーン, Makishīn Shiruvuāsutōn) / "Boxer"
Voix japonaise : Yō Taichi
Une inspectrice de Seven-O agressive. Dans sa jeunesse, Max était une fille timide et féminine qui adorait les travaux manuels et les choses mignonnes. Elle a adopté son style actuel après le coming out de son amie transgenre Connor qui s'est fait rejetée par ses camarades avant de sombrer dans la drogue et de disparaître. Malgré son comportement, beaucoup plus froid depuis cet événement, Max garde beaucoup de passe-temps domestiques comme cuisiner et s'occuper des plantes. Yuri note que malgré son apparence très dure, Max garde un cœur tendre et gentil.
Yuri Fujishiro (ユリ・フジシロ, Yuri Fujishiro) / "Robot"
Voix japonaise : Atsumi Tanezaki
Une inspectrice de Seven-O faisant équipe avec Max. Elle a une attitude calme et rationnelle, mais garde une personnalité amicale contrastant avec l'attitude beaucoup plus dure de sa partenaire. Yuri est en fait une androïde très avancée qui possède une très grande force et de grandes capacités de calcul. Ce fait est connu par tous les membres du département, à l'exception de Kirill. Celui-ci est gardé dans l'ignorance uniquement pour l'embêter. Sa couleur signature est le blanc.
Travis Murphy (トラヴィス・マーフィー, Toravuisu Māfī) / "Boss"
Voix japonaise : Rikiya Koyama
Le chef de Seven-O est un homme excentrique qui semble choisir les membres de son équipe sur des critères arbitraires. Il surnomme les 4 inspecteurs féminins et Sophie Travi's Angels (référence au titre américain de la série "Drôles de dames"), un nom qu'elles trouvent dégradant et sexiste.
Sophie Gainsbourg (ソフィー・ゲンズブール, Sofī Genzubūru)
Voix japonaise : Aya Endō
La régulatrice de Seven-O est une jeune femme habillée en lolita qui se comporte de façon mignonne et enfantine. Sa couleur signature est l'orange.
Apple Bieber (アップル・ビーバー, Appuru Bībā) / "Doctor"
Voix japonaise : Takuma Nagatsuka
Il s'agit de l'expert en technologie de Seven-O. Il insiste pour se faire appeler Docteur, ce que personne, sauf Kirill, ne fait. Il est chargé de créer et d'entretenir le matériel de l'équipe.

### Esperanza
Une puissante organisation liée au trafique d'Anthem. C'est le principal antagoniste de la série. 
Zabel Franken (ザベル・フランケン, Zaberu Furanken) / "Z."
Voix japonaise : Yutaka Aoyama
C'est le chef d'Esperanza. Au début il semble être le plus membre le plus bas de la hiérarchie de l'organisation. Cependant il se dévoile rapidement comme étant le vrai leader d'Esperanza. Il assassine Agepetus Kroyd, l'homme se faisant passer pour le chef afin d'induire en erreur les forces de l'ordre. Il déteste les gens qui gâche de la nourriture et demande à ses subordonnés de vider entièrement leur assiette avant de quitter la table.
Bamboo Man (バンブーマン, Banbūman) / "B."
Voix japonaise : Daisuke Namikawa
Un membre haut placé d'Esperanza. Il s'habille dans un costume ressemblant à celui d'un clown avec des rubis à la place des dents. Il possède d'incroyables capacités qui ne proviennent pas de la consommation d'Anthem. Cela inclut une force et une vitesse surhumaine, ainsi que la capacité de changer son visage. Il s'avère que Bamboo Man a pris l'identité de Brian Cooper, un membre haut placé au sein des militaires.
Agapetus Kroyd (アガペトス・クロイド, Agapetosu Kuroido) / "A."
Le faux chef d'Esperanza qui est assassiné par Zabel.

### Autres personnages
Derick Ross (デリック・ロス, Derikku Rosu)
Voix japonaise : Tsuyoshi Koyama
L'ancien partenaire de Doug qui a pris sa retraite à la suite d'une blessure par balle. Il a ouvert son propre bar bien qu'il ne soit pas un bon gérant. Il n'a pas de clients à part les inspecteurs de Seven-O.
Valery Vrubel (ヴァレリー・ヴルーベリ, Vuarerī Vurūberi)
Voix japonaise : Yūki Fujiwara
Le grand frère de Kirill qui travaille dans le bar de Derick. Il s'est travesti durant la plus grande partie de la vie de Kirill, sous le nom de Milla, afin de se faire passer pour sa sœur. Son secret est dévoilé lorsque Kirill le surprend dans les toilettes pour hommes du bar. Il s'avère qu'il s'est travesti parce que lui et Kirill se sont échappés de Nikai, le second soleil du ciel de Lisvaletta. La disparition de Milla pendant 10 ans a servi d'inspiration pour Kirill à rejoindre la police.
Brian Cooper (ブライアン・クーパー, Buraian Kūpā)
Voix japonaise : Tesshō Genda
Secrétaire des militaires de Lisvelletta qui est en fait originaire de Nikai et un Soldat Génétiquement Modifié (ou GMS pour Genetically Modified Soldiers). Il est au courant du passé de Kirill et Valérie et de la possibilité que Kirill produise un antidote à Anthem.
Utilisateurs d'Anthem
Les utilisateurs sont classés selon 3 grandes phases : Phase 1 - Suspicion d'utilisation, Phase 2 - Usage accéléré et Phase 3 - Overdrive causé par l'Anthem. Le Seven-O ne peut pas intervenir tant que l'utilisateur n'atteint pas la phase 2 et développe une marque caractéristique sur le cou. Une fois en phase 3, les utilisateurs peuvent muter et gagner des capacités surhumaines. En cas d'overdose, la transformation peut être encore plus dangereuse.
Nikai
Nikai est le nom du second soleil de la planète qui est en fait une colonie spatiale, créée par des humains ayant quittés une planète sans ressources. Ils ont créé une civilisation différente qui développe des Soldats Génétiquement Modifiés. Cependant, le procédé est long et coûteux. Une version miniaturisée de la drogue a ensuite été développée sous le nom d'Anthem, et l'organisation Esperanza a été sélectionnée pour la distribuer sur la surface de la planète.

## Media

### Anime
L'anime de 13 épisode a été annoncé le 4 janvier 2018 sous le nom Double Decker! Doug & Kirill et a été diffusé du 30 septembre au 23 décembre 2018 sur Tokyo MX et d'autres chaînes japonaises. En France, la série est disponible en streaming sur Crunchyroll. Produite par le studio Sunrise, la série est réalisée par Joji Furuta avec la présence d'anciens membres du projet Tiger & Bunny. Tomohiro Suzuki revient en tant que scénariste, Masakazu Katsura en tant que character designer et Yuki Hayashi compose la musique. L'opening nommé Stereo to Monologue est interprété par KiRiSaMe, tandis que le thème du générique de fin intitulé Buntline Special est interprété par Vickeblanka. Trois épisodes supplémentaires intitulés Extra Story sont sorties le 10 février le 10 mars et le 10 avril 2019.

#### Liste des épisodes
| No | Titre en français                          | Titre original                                                     | Date de 1er diffusion |
| -- | ------------------------------------------ | ------------------------------------------------------------------ | --------------------- |
| 1  | Hurle aux deux soleils !                   | 二つの太陽にほえろ! Futatsu no Taiyōnihoero                        | 30 septembre 2018     |
| 2  | Adieu, détective Coupe au bol !            | さらぼ、オカッパ 刑事 Sarabo, Okappa Keiji                         | 30 septembre 2018     |
| 3  | Le rival partenaire de mon partenaire !    | 好敵手は相棒の相棒! Kōtekishu wa aibō no aibō!                     | 7 octobre 2018        |
| 4  | Le retour de Derick !                      | 帰ってきた、デリック! Kaettekita, Derikku!                         | 14 octobre 2018       |
| 5  | Tueur d’A. Kroyd !                         | A・クロイド殺し! A Kuroido Goroshi!                                | 21 octobre 2018       |
| 6  | Enquête d’action au poste de Lisvalletta ! | 密着リスヴァレッタ警察24時！ Mitchaku Risuvuaretta Keisatsu 24-ji! | 28 octobre 2018       |
| 7  | Plutôt que la vengeance !                  | 復讐するは、ワリにアレ！ Fukushū suru wa, wari ni Are!             | 4 novembre 2018       |
| 8  | Enquête à l’école !                        | 踊る！ 学園捜査線！ Odoru! Gakuen Sōsa-sen!                        | 11 novembre 2018      |
| 9  | Réfléchis pas ! Aie l’air au top !         | ドントスィンクフィールソーグッド！ Dontosu~inkufīrusōguddo!        | 18 novembre 2018      |
| 10 | Le détective au cœur pur !                 | はずれ刑事 純情派！ Hazure keiji junjō-ha!                         | 25 novembre 2018      |
| 11 | La Seven-O meurt deux fois !               | SEVEN-Oは二度死ぬ! Sebun - O wa ni-do shinu!                       | 9 décembre 2018       |
| 12 | Détective en danger !                      | 刑事が、あぶない Keiji ga, Abunai                                  | 16 décembre 2018      |
| 13 | Et personne n’a disparu !                  | そして誰もいなくならなかった！ Soshite Dare mo Inaku Naranakatta!  | 23 décembre 2018      |

#### Extra Story
Trois épisodes supplémentaires sont sortis en 2019. Le premier prend place entre les épisodes 4 et 5, le second entre les épisodes 8 et 9 et le dernier après l'épisode 13.
| No | Titre en français                                 | Titre original                                 | Date de 1er diffusion |
| -- | ------------------------------------------------- | ---------------------------------------------- | --------------------- |
| 1  | Le quotidien de sept détectives !                 | 七人の刑事の日常 Nana-nin no Keiji no Nichijō! | 10 février 2019       |
| 2  | Infernal unfair !                                 |                                                | 10 mars 2019          |
| 3  | Meurtre dans les vapeurs de la station thermale ! |                                                | 10 avril 2019         |